# Esteio
Esteio, amtlich portugiesisch Município de Esteio, ist eine Gemeinde im Bundesstaat Rio Grande do Sul im Süden Brasiliens. Sie liegt etwa 20 km nördlich von der Hauptstadt Porto Alegre. Die Bevölkerung wurde zum 1. Juli 2020 auf 83.279 Einwohner geschätzt, die Esteienser   (esteienses) genannt werden und auf einer kleinen Gemeindefläche von rund 27,7 km² leben bei einer Bevölkerungsdichte von rund 2918 Einwohnern pro km². Sie ist Teil der Metropolregion Porto Alegre.

## Geographie
Benachbart sind die Orte Sapucaia do Sul, Canoas, Nova Santa Rita und Cachoeirinha. Das Biom ist die südbrasilianische Pampa. Die Höhe wird mit 7 bis 11 Metern über Normalnull angegeben.
Das Klima ist gemäßigt und warm mit einer Jahresdurchschnittstemperatur von 19,5 °C und jährlich 1423 mm Niederschlag.

## Geschichte
Ursprünglich war Esteio ein Distrikt des Munizips São Leopoldo und erhielt am 15. Dezember 1954 die Stadtrechte.

## Söhne und Töchter der Stadt
- Cecília Dassi (* 1989), Schauspielerin